# Cristianesimo siriaco
Il cristianesimo siriaco (meno diffusa è la dizione "Cristianesimo siriano") (in siriaco ܡܫܝܚܝܘܬܐ ܣܘܪܝܝܬܐ, mšiḥāiūṯā suryāiṯā) è la fede dei cristiani tipicamente di lingua siriaca. È originaria del Medio Oriente e la sua nascita risale alle origini stesse della cristianità. Il cristianesimo è sorto tra popoli semiti di lingua aramaica. La lingua siriaca appartiene al gruppo aramaico.

## Storia

### Ruolo nella chiesa delle origini
La Siria (antica Aram) ha svolto un ruolo importante nella storia del cristianesimo delle origini: qui furono probabilmente scritti il Vangelo secondo Matteo e il Vangelo secondo Luca, la Didaché e il Vangelo di Tommaso, qui la lingua greca era in contatto con la lingua aramaica; lo stesso Gesù Cristo parlava un dialetto aramaico.
La fondazione della Chiesa di Antiochia è citata nel Nuovo Testamento (Atti degli Apostoli, cap. 11); gli apostoli riuniti a Gerusalemme firmarono una lettera indirizzata alle comunità di “Antiochia, Siria e Cilicia” (Atti, cap. 15); Antiochia fu la tappa d'inizio del primo e del terzo viaggio di san Paolo e fu toccata anche nel secondo. Ad Antiochia, nell'anno 43, i discepoli di Gesù, che parlavano l'aramaico, furono chiamati per la prima volta “cristiani”. A Damasco si trovano la tomba di San Giovanni Battista e la cappella di Sant'Anania, il discepolo che battezzò San Paolo.
La tradizione ricorda i nomi dei tre fondatori della Chiesa siriaca: Addai e i suoi discepoli Aggai (o Haggai) e Mari. Addai proveniva da Edessa. 

Altri personaggi importanti del cristianesimo siriaco furono: Bardesane, Afraate, Narsai e Nestorio.

Sono stati proclamati Dottori della Chiesa i seguenti religiosi siriaci: San Giovanni Damasceno e Sant'Efrem (entrambi sono anche Padri della Chiesa).

Sono stati riconosciuti Padri della Chiesa, oltre ai precedenti: Ignazio di Antiochia, Taziano il Siro, Teofilo di Antiochia, Eustazio di Antiochia, Teodoro di Antiochia e Teodoreto di Cirro.

### Espansione in Mesopotamia
La città di Edessa di Osroene, capitale di un regno indipendente situato tra l'Impero romano e quello dei Parti, fu il centro propulsore della religione cristiana in Mesopotamia. Il siriaco, dialetto aramaico parlato a Edessa, divenne la lingua letteraria di tutte le comunità cristiane non di lingua greca esistenti nella regione.
San Mari, discepolo di Addai, è considerato il fondatore della più antica diocesi della Mesopotamia, quella di Kashkar. Egli inoltre fondò la sede di Ctesifonte, capitale dell'impero partico prima e sasanide poi. Oltre alla Mesopotamia, il cristianesimo siriaco si diffuse dalla sua zona di origine in Fenicia, Egitto, Anatolia, Grecia, Armenia, Georgia e nella regione del Caucaso. La Chiesa apostolica armena si considera tuttora "erede della Cattedra di Taddeo di Edessa".  La preghiera eucaristica più caratteristica della Chiesa d'Oriente è l'Anafora di Addai e Mari, composta in siriaco. Monaci siriaci fondarono comunità cristiane anche nell'India sud-occidentale (Malankar).
L'espansione verso l'Oriente del cristianesimo siriaco iniziò già nel III secolo: la nuova religione si diffuse lungo il fascio di strade carovaniere noto come “Via della seta”, percorsa da mercanti e monaci. Dopo la conquista persiana della Mesopotamia (definitivamente conquistata nel IV secolo) il siriaco divenne una lingua internazionale. I nuovi dominatori decisero di impiegare tale lingua nella stesura dei documenti ufficiali dello Stato. Il siriaco divenne la lingua franca del Vicino Oriente, soppiantando anche l'ebraico presso gli Ebrei.
A Edessa e a Nisibi fiorirono due importanti scuole di esegesi biblica. Protagonista del loro sviluppo fu Sant'Efrem (306-373). Egli fondò la Scuola di Nisibi (350 d.C.) e rilanciò la Scuola di Edessa (dopo il 363). In entrambi gli istituti si insegnarono, oltre alla teologia, anche la filosofia e la medicina e vi vennero effettuate le prime traduzioni in siriaco delle opere dei filosofi pagani greci. A Edessa e Nisibi si formarono centinaia di vescovi, teologi e monaci.
Tra il V e il VI secolo il cristianesimo siriaco subì due scissioni a causa di controversie cristologiche. Esse furono originate dal Concilio di Efeso (terzo concilio ecumenico della cristianità, 431) e il Concilio di Calcedonia (quarto concilio ecumenico, 451), nel quale fu approvata la formula detta "una sola persona in due nature". Dapprima si separò la Chiesa d'Oriente, il cui Catholicos risiedeva a Seleucia-Ctesifonte (Sinodo del 486). Successivamente avvenne la scissione della comunità monofisita (più correttamente, miafisita), nel 518. Essa fondò la Chiesa ortodossa siriaca.

I fedeli che accettarono le formulazioni del Concilio di Calcedonia, sostenute dall'autorità dell'imperatore, furono chiamati melchiti (da malkā, ossia "sovrano" in siriaco). Il termine fu ripreso nel XVIII secolo quando fu fondata la Chiesa cattolica greco-melchita. Anche i cristiani maroniti si sono sempre dichiarati fedeli al credo calcedonese.

### Dopo la conquista araba
Nel VII secolo la Siria fu conquistata militarmente dagli arabi, che nell'anno 634 lanciarono le loro operazioni di conquista (erroneamente definite da alcuni jihād). Dopo la vittoria militare, i popoli cristiani entrarono nella condizione di dhimmi: ad essi fu concesso di praticare la propria religione, ma con numerose restrizioni. Inoltre gli arabi imposero ai vinti una tassa (jizya) che simboleggiò la sottomissione dei cristiani ai musulmani. Ad essa fu aggiunta un'imposta fondiaria (kharāj), che dovettero pagare anche i monasteri.
Dopo la conquista islamica la Chiesa siriaca dette tre papi alla Chiesa, segno che la repressione non sfociò in persecuzione. Ma dopo Gregorio III (731-741) non si ebbero più papi siriaci. Inoltre, l'ultimo Dottore della chiesa di cultura siriaca fu San Giovanni Damasceno (676-749). I dati storici mostrano che, sino all'VIII secolo i cristiani erano largamente maggioritari sia nelle campagne che nelle città. Ma nell'epoca posteriore si ebbe un capovolgimento demografico: i contadini cristiani, sia perché vessati dalle imposizioni fiscali sia perché ridotti a servi della gleba, lasciarono la terra e si trasferirono nei villaggi. Si ebbe così una progressiva immigrazione di arabi (guidata dai governatori locali), che occuparono le terre lasciate incolte dai cristiani.

Due nuove discriminazioni si imposero tra VII e VIII secolo: 
- il califfo ʿAbd al-Malik (685-705) proibì le lingue locali nell'uso amministrativo sostituendole con l'arabo[7];
- il califfo ʿOmar II (717-720) pretese la destituzione di tutto il personale amministrativo dhimmi operante nei suoi territori[8].

La legge islamica impone che nella dār al-ḥarb (il territorio di guerra) i simboli degli infedeli vadano distrutti. E così avvenne in Siria quando salirono al potere gli Abbasidi, nel 750: i califfi al-Mahdi, Hārūn al-Rashīd e al-Mutawakkil ordinarono la teorica distruzione nei loro domini di tutte le chiese e sinagoghe costruite dopo la conquista islamica (ma l'ordine rimase più che altro teorico, come dimostra il fatto che nell'XI secolo, l'Imam fatimide, al-Hakim bi-Amr Allah supervisionò la demolizione di varie chiese e sinagoghe in Siria-Palestina.

### Il dominio turco
La Siria passò sotto il controllo turco dopo la Battaglia di Marj Dabiq (1516). La condizione giuridica dei cristiani inizialmente non subì modifiche: i turchi applicarono loro le regole del jihād elaborate dagli arabi nel VII e nell'VIII secolo e registrate dal diritto religioso islamico. La parola turca per dhimmi  è raya (“gregge”, “bestiame”). I cristiani continuarono ad essere soggetti a una tassazione più alta rispetto ai musulmani. La jizya (un ducato d'oro all'anno) doveva essere pagata da ogni maschio non musulmano dopo il compimento del quattordicesimo anno.
Successivamente gli Ottomani crearono un sistema giuridico originale, articolato sul millet, che riconosceva come “nazione” (traduzione letterale del termine) ogni comunità religiosa non musulmana. Il Sultano però riconobbe solamente due autorità cristiane: il Patriarca di Costantinopoli e il Catholicos d'Armenia. Al primo si dovettero rivolgere i Patriarchi delle chiese di Alessandria d'Egitto, Antiochia e Gerusalemme per poter conferire con il governo ottomano. Solo nel 1882 il Sultano creò uno specifico millet per i cristiani siriaci. Va detto che ciò avvenne non su loro richiesta, ma per interessamento del governo britannico, che gestiva rapporti diretti con il cristianesimo siriaco in India (dominion britannico), dove fioriva la Chiesa malankarese.
Nel XIX secolo la condizione dei cristiani siriaci era di totale assoggettamento. Nei secoli la comunità cristiana di Siria aveva vissuto una lenta disgregazione sociale, economica e culturale. Quando nel 1882 fu creato il millet, il processo di deculturazione era giunto a un punto di non ritorno: i cristiani avevano abbandonato la lingua siriaca in favore dell'arabo.
Le città maggiormente popolate da cristiani siriaci erano: Damasco, Aleppo, Antiochia ed Edessa. Nella seconda metà del XIX secolo si moltiplicarono gli episodi di intolleranza verso i cristiani. Nel 1895 nella cattedrale di Edessa vennero bruciati tremila cristiani, tra cui molti siriaci, in quello che può essere considerato l'antefatto del genocidio dei cristiani armeni.
Negli anni 1915-1916 il governo dell'Impero ottomano uccise centinaia di migliaia di cristiani assiri, compiendo quello che viene ricordato come Genocidio assiro.

### Dal 1918 ad oggi
In epoca moderna il cristianesimo siriaco è rappresentato da Chiese che hanno sede negli Stati del Vicino Oriente e nello stato indiano del Kerala.

## Importanza per la cultura occidentale
L'eredità lasciata dal cristianesimo siriaco alla cultura occidentale è fondamentale.
Furono i cristiani siriaci, infatti, a tradurre dal greco al siriaco e poi all'arabo i tesori dell'eredità classica, consentendo agli arabi di riportarli in Europa, attraverso la Spagna. Le grandi accademie arabe sono eredi delle scuole esegetiche siriache. Le più importanti furono quelle di Antiochia, Edessa e Nisibi. Durante i primi secoli furono rette da cristiani ed ebrei. Le scuole svolsero una funzione di salvaguardia della conoscenza filosofica e di tutela del patrimonio testuale. L'insegnamento della dottrina veniva accompagnato dallo studio esegetico, dall’interesse per la grammatica e la lingua siriaca e dalla traduzione dal greco dei testi sacri e di quelli filosofici.
Il V secolo fu attraversato da accese dispute cristologiche. Il dibattito avveniva prevalentemente in greco. Ad Antiochia si parlava il greco, ma nel resto della Siria e nel Levante nessuno lo parlava. Emerse quindi l'importanza, per i vescovi siriaci, di impadronirsi dei fondamenti filosofici su cui le diverse dottrine si confrontavano. I termini teologici greci dovevano essere tradotti in siriaco, così sarebbe stato possibile confutare le idee dei propri antagonisti. Tra le prime opere a venire tradotte vi fu l'Organon di Aristotele (i primi libri: Categorie, Sull'interpretazione, Analitici Primi e Analitici Secondi). L'interesse si allargò poi alla medicina e all'astronomia. Perché studiare la medicina? Per capire la composizione del corpo, individuare la sede dell'anima, discutere le guarigioni miracolose e le questioni della malattia e della morte come prova dell'esistenza del male. Lo studio dell'astronomia serviva a discutere il movimento dei cieli e la fisica degli astri (che si riteneva avessero vita propria), l'analogia tra macrocosmo e microcosmo con il corpo umano. Nel campo della medicina, i due grandi autori che vennero tradotti per primi furono Ippocrate e, soprattutto, Galeno. Nel campo delle conoscenze medico-filosofiche, gli eruditi siri svolsero un ruolo di mediazione tra la scienza greca e il mondo iranico e orientale (India soprattutto).
Nell’Oriente cristiano del VI secolo, nella rete di monasteri e conventi che i cristiani siro-orientali avevano costruito in territorio sasanide, si diffusero le versioni in siriaco dei due più attivi traduttori del tempo, Proba e Sergio di Reshaina. Nel VII secolo il numero dei monasteri che divulgavano la scienza e la medicina in lingua siriaca si arricchì, dopo Edessa, Nisibi e l'Accademia di Gundishapur, di una nuova scuola nel monastero di Qinnasrin, sulla riva sinistra dell'Eufrate, nei pressi della città di Aleppo, grazie all’opera del vescovo Severo Sebokht (m. 666/667).
Le opere di Aristotele furono tradotte in arabo dai cristiani siriaci di Baghdad tra la fine dell'VIII secolo e il X secolo.
L’opera di traduzione impegnò genealogie familiari di traduttori cristiani nestoriani come i Bakhtīšū', i Māsawaih (o Masarjawaih) e gli Hunayn.

Dalla famiglia Hunayn provenne uno dei più famosi esegeti dei testi antichi, Ḥunayn ibn Isḥāq (809-873), autore di oltre cento traduzioni (il Medioevo latino lo conobbe come Johannitius Onan). Conoscitore di tre lingue, ibn Isḥāq ritradusse dal greco al siriaco molti testi di filosofi antichi, partendo dal manoscritto greco. Poi confrontò la propria versione con la traduzione siriaca esistente. Infine eseguì la traduzione in arabo. Successivamente questi testi furono portati in al-Andalus, dove furono tradotti in latino e trovarono diffusione in Europa, contribuendo al rinascimento della cultura europea (Rinascimento del XII secolo).

## Letteratura religiosa
L'attività della Chiesa siriaca è testimoniata dalle antiche versioni in lingua siriaca della Bibbia e da una grande letteratura, prevalentemente religiosa, che fiorì per un millennio, dal II al XII secolo, e che almeno in piccola parte continua tuttora. L'elenco delle prime opere comprende:
- Peshitta (contiene: la Bibbia ebraica, i libri deuterocanonici e il Nuovo Testamento);
- Diatessaron di Taziano;
- Nuovo Testamento in aramaico;
- Versione siriaca curetoniana (contiene i Vangeli canonici);
- Palinsesto sinaitico (contiene i Vangeli canonici);
- Siro-esaplare (traduzione della Septuaginta).

### Rito occidentale e rito orientale
Il Cristianesimo siriaco è diviso in due grandi tradizioni: Rito siriaco occidentale, col centro ad Antiochia, e Rito assiro-caldeo, sviluppatosi in Assiria/Mesopotamia. I due riti adottano la stessa lingua liturgica: l'antico siriaco.
La tradizione del rito antiocheno siro-occidentale viene adottata dalle seguenti Chiese:
- Chiesa ortodossa siriaca, e chiese discendenti, come le chiese appartenenti alla tradizione dei cristiani di san Tommaso in India, fra le quali:
  - la Chiesa ortodossa siriaca del Malankara
  - la Chiesa cristiana siriaca giacobita
  - la Chiesa cattolica siro-malankarese
  - la Chiesa siro-malankarese Mar Thoma
- Chiesa maronita;
- Chiesa cattolica sira.

La tradizione del rito orientale o caldeo è stata storicamente associata con la Chiesa nestoriana; attualmente il rito caldeo è adottato dalle Chiese del Vicino Oriente che discendono da essa:
- la Chiesa cattolica caldea;
- la Chiesa assira d'Oriente;
- l'Antica Chiesa d'Oriente;
- la Chiesa cattolica siro-malabarese dell'India, che appartiene alla tradizione dei cristiani di san Tommaso.

## Papi di cultura aramaica
I seguenti pontefici romani provennero dalle seguenti regioni: Aram/Siria, Galilea, Giudea e Samaria:
- Evaristo (96/99-105/106)
- Sant'Aniceto (155-166)
- Giovanni V (635-686)
- Teodoro I (642-649)
- Sisinnio (707-708)
- Costantino (708-715)
- Gregorio III (731-741)